# Gabriel Mathieu Simond de Moydier
Gabriel Mathieu Simond de Moydier, né le 26 septembre 1760 à La Côte-Saint-André (Isère), mort le 25 décembre 1838 à Paris, général français de la Révolution et de l’Empire.

## États de service
Il entre en service le 1er janvier 1782, comme élève sous-lieutenant à l’école du génie de Mézières, et le 1er janvier 1784, il est reçu en qualité d’aspirant lieutenant en second, avant de quitter l’école le 24 mars 1788, avec le grade de lieutenant en premier. En 1789, il est désigné pour faire partie de la commission de sondage de la rade de Cherbourg.
Il reçoit son brevet de capitaine le 1er avril 1791, et il fait les campagnes de 1792 à l’an II, en Corse. Il se trouve aux différentes affaires qui ont lieu contre les insurgés dans le Nebbio et au Cap Corse. Il combat contre les Anglais à Fornoli, dans le Golfe de Saint-Florent le 20 février 1794, et il est très grièvement blessé à la jambe droite, au moment où il construit un épaulement pour une pièce de canon. Sa bravoure et son sang-froid dans cet engagement lui valent le grade de chef de bataillon le jour même sur le champ de bataille.
De retour en France, il est envoyé à Toulon, pour presser le réarmement de la place qui vient d’être reprise aux Anglais. En mars 1795, il est affecté à l’armée d’Italie, et le 30 mai 1796, il assiste à la Bataille de Borghetto, puis le 1er juin suivant, il entre dans Vérone avec le général Masséna. Rappelé au siège de Mantoue en juillet 1796, il est chargé de la direction des attaques de la citadelle. Le 2 août 1796, il quitte Mantoue pour participer aux batailles de Lonato et de Castiglione. Le 14 novembre 1796, le général en chef lui confie, ainsi qu’au directeur des équipages de pont, les dispositions nécessaires au passage de l’Adige, qui s’effectuera à Arcole le 15 novembre suivant. Le 14 janvier 1797, il est à Rivoli, et il est fait prisonnier peu de temps après à Vérone, échappant de peu à l’insurrection de cette ville.
À l’issue du Traité de Campo-Formio, il est désigné pour faire partie de l’expédition en Égypte, et il est nommé colonel le 23 juillet 1801. Son affectation en Égypte ayant été annulé par le ministre de la guerre, il est envoyé en Corse le 23 novembre 1801, comme directeur des fortifications à Bastia. Il est fait chevalier de la Légion d'honneur le 11 décembre 1803, et officier le 14 juin 1804.
En 1805, il est affecté à l’armée d’Italie, comme chef d’état-major du génie, poste qu’il occupe jusqu’au 4 mai 1807, époque ou il reçoit son ordre d’affectation pour l’armée de Dalmatie. Il s’occupe des travaux défensifs de l’État de Raguse, de l'Albanie vénitienne, et de la construction d’une route pour ouvrir une communication avec Zara.
Fin 1808, il est rappelé en Italie, et en 1809, il est envoyé à Palmanova, pour y prendre le commandement supérieur de la place. Après la paix de Vienne le 14 octobre 1809, il rentre à Milan, et reprend ses fonctions de chef d’état-major du génie de l’armée d’Italie. En 1813, il est fait chevalier de la Couronne de fer, et le 11 juin 1813, il est nommé commandant en chef du génie à l’armée du prince Eugène de Beauharnais, vice-roi d'Italie. 
Rentré en France en mai 1814, il est fait chevalier de Saint-Louis le 20 août suivant par le roi Louis XVIII, et il est élevé au grade de commandeur de la légion d’honneur le 31 janvier 1815. Il est admis à la retraite le 1er août 1815.
Le 16 décembre 1815, il devient intendant de la marine à Brest, avec le titre de maître des requêtes. Il est nommé maréchal de camp honoraire le 24 juin 1816, et il est mis définitivement à la retraite le 12 novembre 1817.
Il épouse en 1825 Clarisse-Elisa Lanchamp, fille adoptive et nièce du maréchal Serrurier dont il a trois filles.
Il meurt le 25 décembre 1838, à Paris.